# Antônio da Saxônia
Antônio (Dresden, 27 de dezembro de 1755 – Dresden, 6 de junho de 1836), também conhecido como Antônio, o Gentil, foi o Rei da Saxônia de 1827 até sua morte. Foi o quinto filho de Frederico Cristiano, Eleitor da Saxônia, e sua esposa Maria Antônia da Baviera, ascendendo ao trono após a morte de seu irmão mais velho Frederico Augusto I.

## Primeiros anos
Havia poucas hipóteses de António alguma vez participar activamente na vida política do eleitorado da Saxónia ou de receber algum território da parte do seu irmão mais velho, o rei Frederico Augusto III, por isso, o príncipe vivia nas sombras. Desde os tempos do príncipe-eleitor João Jorge I que nenhum governante da Saxónia oferecia apanágios aos filhos mais novos.
Durante os primeiros anos do reinado do seu irmão como príncipe-eleitor, António encontrava-se no terceiro lugar de sucessão, logo depois de outro irmão, o príncipe Carlos. Quando Carlos morreu a 8 de setembro de 1781, António passou a ser o príncipe-herdeiro do eleitorado, uma vez que a esposa do seu irmão mais velho, a princesa Amália, lhe tinha dado apenas uma filha, a princesa Maria Augusta.

## Casamentos e descendência
A sua tia, Maria Josefa da Saxônia, Delfina da França, tinha desejado que António se casasse com a sua filha, a princesa Maria Zeferina de França, mas esta acabaria por morrer em 1755, terminando assim com estes planos. Surgiu outra candidata de França, a irmã de Maria Zeferina, Maria Clotilde, que mais tarde se tornaria rainha da Sardenha, mas, mais uma vez, estes planos nunca chegaram a concretizar-se.
No dia 29 de setembro de 1781, António casou-se por procuração, em Florença, com a princesa Maria Carolina de Saboia, filha do rei Vítor Amadeu III da Sardenha e da infanta Maria Antônia de Bourbon. A cerimônia repetiu-se na presença de ambos os noivos, em Dresden, no dia 24 de outubro do mesmo ano. No entanto, Carolina acabaria por morrer a 28 de dezembro de 1782 de varíola, sem deixar descendentes.
A 8 de setembro de 1787, António casou-se pela segunda vez, por procuração, com a arquiduquesa Maria Teresa da Áustria, filha do grão-duque Leopoldo I da Toscana e da sua esposa, a infanta Maria Luísa da Espanha. A cerimônia repetiu-se na presença de ambos os noivos, em Dresden a 18 de outubro do mesmo ano. Durante uma paragem do casal a Praga a 14 de outubro do mesmo ano, esperava-se que as festividades incluíssem a representação da ópera Don Giovanni de Mozart, em honra dos noivos. Foram mesmo impressos libretos com uma dedicação ao casal. No entanto, não foi possível concluir os preparativos da ópera a tempo, por isso esta foi substituída por As Bodas de Fígaro, por ordem expressa do tio da noiva, o imperador José II. Muitos espectadores consideraram a escolha de "As Bodas de Fígaro" pouco apropriada para uma jovem noiva e o casal saiu do teatro cedo, antes do final do espectáculo. Mozart queixou-se das intrigas criadas à volta deste acontecimento numa carta dirigida ao seu amigo Gottfried von Jacquin, escrita em várias fases entre 15 e 25 de outubro de 1787. António também se encontrava em Praga em setembro de 1791, quando estreou uma outra ópera de Mozart La Clemenza di Tito, escrita para as cerimônias de coroação do seu sogro, o imperador Leopoldo II, como rei da Boêmia.

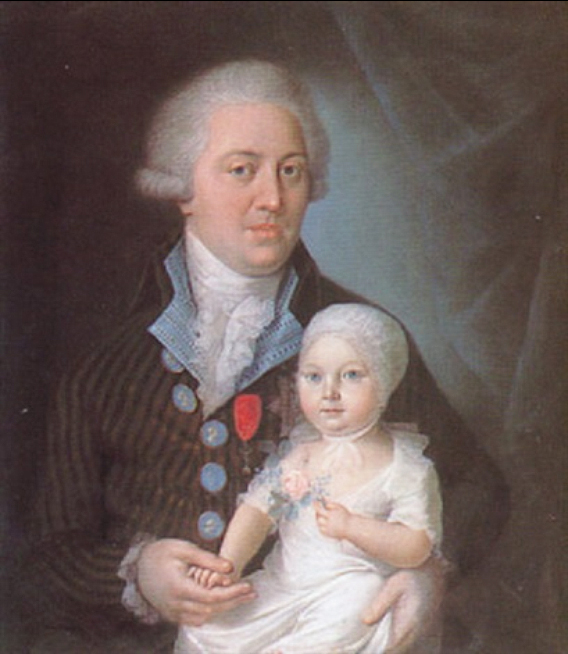
Retrato de Antônio com sua filha mais velha, Maria Luísa.

O casal teve quatro filhos, mas nenhum passou dos dois anos de idade:
1. Maria Luísa da Saxônia (14 de março de 1795 - 25 de abril de 1796)
2. Frederico Augusto da Saxônia (nascido e morto a 5 de abril de 1796)
3. Maria Joana da Saxônia (5 de abril de 1798 - 30 de outubro de 1799)
4. Maria Teresa da Saxônia (nascida e morta a 15 de outubro de 1799)

A última vez que a princesa-eleitora deu à luz foi em 1799. Deste parto nasceu um bebê morreu pouco depois. A partir desta altura, António tornou-se oficialmente herdeiro da coroa e depois rei da Saxônia.

## Rei da Saxónia
António sucedeu ao seu irmão, o rei Frederico Augusto I da Saxónia, quando este faleceu a 5 de maio de 1827. O novo rei de setenta-e-um anos não possuía qualquer experiência de governação e, assim, não pretendia levar a cabo grandes mudanças na política interna.
Os diplomatas da Prússia consideraram a hipótese de entregar a Província do Reno (maioritariamente católica) a António em troca dos territórios luteranos da Saxónia em 1827, mas as conversações nunca foram concluídas.
Após a Revolução de Julho de 1830 em França, ocorreram distúrbios na Saxónia nesse outono, maioritariamente contra a velha Constituição do reino. Assim, a 13 de setembro, o governo dispensou o conde Detlev von Einsiedel, seguido de Bernhard von Lindenau. Uma vez que as pessoas desejavam ter um regente mais novo, António concordou em nomear o se sobrinho Frederico Augusto príncipe co-regente do reino. Também devido a estes distúrbios foi aprovada uma nova constituição em 1831 que entrou em vigor a 4 de setembro desse mesmo ano. Desta forma, a Saxónia tornou-se uma monarquia constitucional e obteve uma legislação de duas câmaras e um governo responsável que substituiu as antigas cortes feudais. A constituição era mais conservadora do que outras que surgiram na altura nos territórios germânicos. Ainda assim, esteve em vigor até 1918, ano em que a monarquia foi abolida. O rei continuou a ser o único soberano, mas tinha de colaborar com os ministros e respeitar as decisões de ambas as câmaras do estado (al: Kammern der Ständeversammlung). Quando a Saxónia entrou na Zollverein em 1833, o comércio, a indústria e o livre trânsito desenvolveram-se ainda mais.
Uma vez que não possuía descendentes masculinos, António foi sucedido pelo seu sobrinho, o rei Frederico Augusto II.

## Genealogia
| António da Saxónia | Pai: Frederico Cristiano, Eleitor da Saxônia | Avô paterno: Augusto III da Polónia                       | Bisavô paterno: Augusto II da Polónia                               |
| António da Saxónia | Pai: Frederico Cristiano, Eleitor da Saxônia | Avô paterno: Augusto III da Polónia                       | Bisavó paterna: Cristiana Everadina de Brandemburgo-Bayreuth        |
| António da Saxónia | Pai: Frederico Cristiano, Eleitor da Saxônia | Avó paterna: Maria Josefa da Áustria                      | Bisavô paterno: José I do Sacro Império Romano-Germânico            |
| António da Saxónia | Pai: Frederico Cristiano, Eleitor da Saxônia | Avó paterna: Maria Josefa da Áustria                      | Bisavó paterna: Guilhermina Amália de Brunsvique-Luneburgo          |
| António da Saxónia | Mãe: Maria Antónia da Baviera                | Avô materno: Carlos VII do Sacro Império Romano-Germânico | Bisavô materno: Maximiliano II Emanuel, Príncipe-Eleitor da Baviera |
| António da Saxónia | Mãe: Maria Antónia da Baviera                | Avô materno: Carlos VII do Sacro Império Romano-Germânico | Bisavó materna: Theresa Kunegunda Sobieska                          |
| António da Saxónia | Mãe: Maria Antónia da Baviera                | Avó materna: Maria Amália da Áustria                      | Bisavô materno: José I do Sacro Império Romano-Germânico            |
| António da Saxónia | Mãe: Maria Antónia da Baviera                | Avó materna: Maria Amália da Áustria                      | Bisavó materna: Guilhermina Amália de Brunsvique-Luneburgo          |